# Sveučilišna organizacija HSS-a
Sveučilišna organizacija HSS-a (SOHSS), 'University Organization of the Croatian Peasant Party' je studentska organizacija Hrvatske seljačke stranke. Ona okuplja studente i akademske građane, koji su mlađi od 30 godina. Članovima Sveučilišne organizacije mogu, ali ne moraju postati svi članovi HSS-a koji su redovni ili izvanredni studenti, a iznimno i po odobrenju odbora nadležne organizacije i studenti koji nisu članovi HSS-a, ali nijedne druge stranke.
Sveučilišna organizacija svoje oblike djelovanja može osnovati jedino u gradovima u kojima postoji sveučilište, visoka ili viša škole, veleučilište, odnosno druga visokoškolska ustanova. 

## Povijest
Radi ostvarivanja posebnih interesa sveučilištaraca, članova Stranke, u Hrvatskoj seljačkoj stranci tradicionalno djeluje Sveučilišna organizacija HSS-a. Ona je idejni i politički slijednik Sveučilišne
organizacije HSS-a koja je prvi puta osnovana 1910. godine, a djelovala je i između dva svjetska rata. Djelovanje joj je ponovno obnovljeno 1995. godine. Prvi predsjednik bio je Matej Perić, a prvi glavni tajnik Rudolf Herceg.

## Ciljevi
Sveučilišna organizacija HSS-a svoj program i ciljeve ostvaruje tako da:
- čuva i promiče političko nasljeđe braće Radić, osnivača HSS-a, njihovih neprolaznih vizija, a istovremeno doprinosi i suvremenom viđenju njihovih ideja
- svoje članove razvija u politički svjesne, stručno osposobljene i karakterne ljude
- promiče i potiče političko demokratsko angažiranje studenata i mladih koji se školuju na visokoobrazovnim ustanovama
- potiče i podupire aktivnosti kojima je cilj poboljšanje studentskog standarda, a naročito uvjeta studiranja i djelovanja na visokoobrazovnim ustanovama
- promiče kvalitetno provođenje slobodnog vremena mladih, priređivanjem kulturnih, zabavnih i sportskih aktivnosti te osmišljavanjem njihovih sadržaja
- svojim članovima, simpatizerima i drugim mladim ljudima omogući političko, gospodarsko i kulturno obrazovnaje te stručno usavršavanje;
- promiče razmjene studenata i putovanja mladih u inozemstvo radi upoznavanja drugih naroda, društava i država
- surađuje sa srodnim organizacijama u Hrvatskoj i inozemstvu.

Suvremena politika Sveučilišne organizacije temelji se na isticanju problema i nalaženju rješenja za studentsku zajednicu u Hrvatskoj. 

## Ustrojstvo organizacije
Najviše izvršno tijelo je Predsjedništvo SO HSS, koju čine predsjednik, glavni tajnik, tri potpredsjednika, blagajnik i predsjednici matičnih sveučilišnih organizacija. Sveučilišna organizacija ima svoje organizacije u većim gradovima: Zagreb, Zadar, Split, Koprivnica, Osijek, Rijeka, Šibenik, Požega, Križevci, Slavonski Brod, Bjelovar, Vinkovci i Čakovec. 

## Vodstvo organizacije
Od 2018. godine Sveučilišnu organizaciju Hrvatske seljačke stranke vodi Vlatko Smiljanić, student povijesti na Hrvatskim studijima Sveučilišta u Zagrebu. Glavni tajnik je Roko Tadin, student povijesti na Odjelu za povijest Sveučilišta u Zadru. 

## Poveznice
- Hrvatska seljačka stranka